# دواء بوصفة

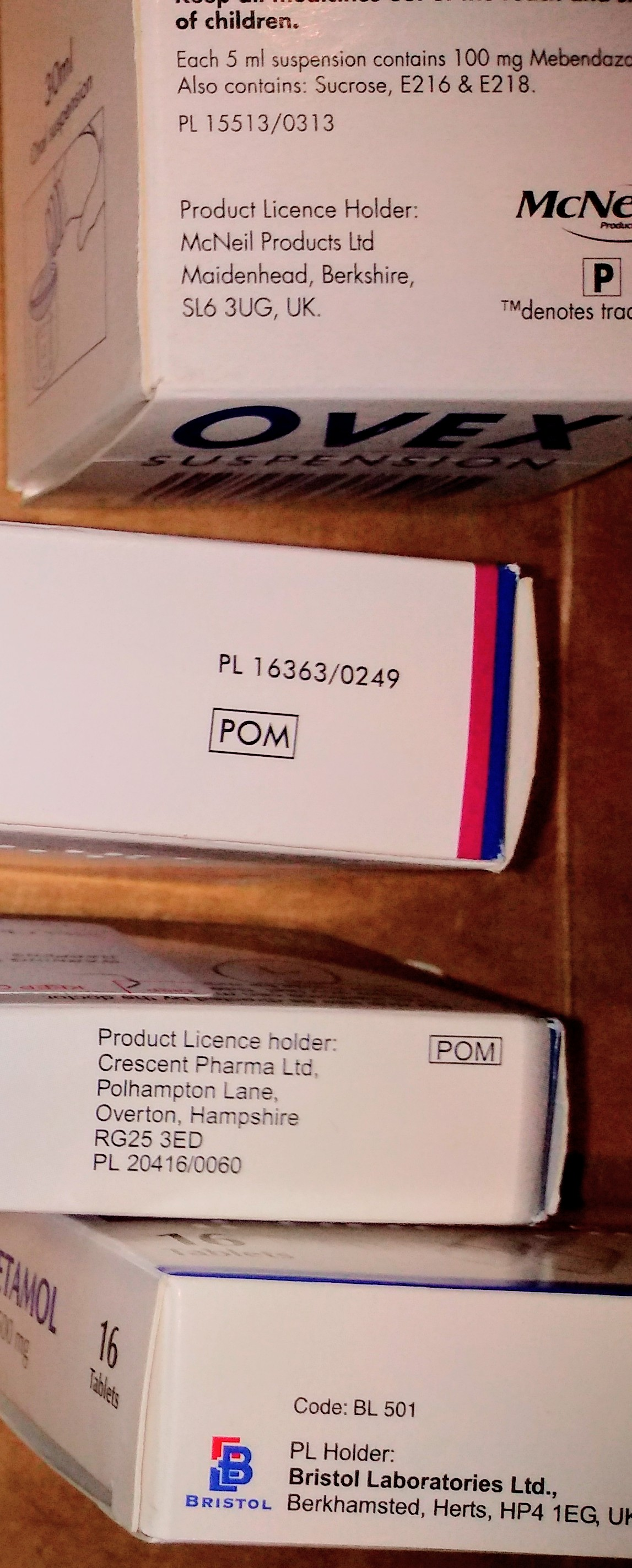

دواء بوصفة أو دواء بالوصفة أو أدوية الوصفات هي الأدوية التي يلتزم الصيدلي بصرفها بموجب وصفة طبية، وتمثل هذه المجموعة مُعظم الأدوية باستثناء الأدوية المتاحة دون وصفة أو أدوية الطاولة (OTC).
يشير مصطلح الوصفة الطبية (المعروف أيضًا باسم وصفة الدواء أو الدواء الموصوف) ل دواء مرخص مُنَظم بتشريع يحكمه للحصول على وصفة طبية قبل التمكن من الحصول عليه.  ويستخدم المصطلح لتمييزه عن الأدوية المتاحة دون وصفة طبية والتي يمكن الحصول عليها دون وصفة طبية.  وتتبنى الاختصاصات القضائية المختلفة تعريفات مختلفة لما يمثل وصفة طبية.[بحاجة لمصدر]
يستخدم الاختصار "Rx" غالبًا كصيغة مصغرة ومختصرة للوصفة الطبية في أمريكا الشمالية. وهو اختصار للمصطلح اللاتيني «وصفة» وهي صيغة أمر من كلمة «يستلم» بمعنى «يتناول».[بحاجة لمصدر]
يتم غالبًا صرف الوصفات الطبية إلى جانب دراسة (في أوروبا، تكون عبارة عن نشرة بمعلومات المريض أو ما يعرف اختصارًا باسم PIL) تقدم معلومات تفصيلية بشأن الدواء.

## اللوائح في الولايات المتحدة
في الولايات المتحدة، يعرف القانون الفيدرالي للغذاء والدواء ومستحضرات التجميل ما يتطلب وصفة طبية. بوجه عام يصرح بتناول الأدوية الموصوفة الأطباء البيطريون وأطباء الأسنان وأخصائيو فحص العيون الطبيون وممرضات الممارسة المتقدمة. يتطلب الأمر بوجه عام أن يقوم MD أو DO أو PA أو OD أو DPM أو NMD, ND أو طبيب بيطري طبيب بيطري أو DDS أو DMD أو بعض أخصائيي الطب النفسي (انظر طب النفس) أو الصيادلة الإكلينيكيون أو ممارسو التمريض وغيرهم من APRNs بكتابة الوصفة الطبية، إذ أن الممرضين المسجلين من المستوى الأساسي والمساعدين الطبيين وفنيي الطوارئ الطبيين ومعظم الأطباء النفسيين والناشطين الاجتماعيين كنماذج لا يتمتعون بالسلطة اللازمة لوصف الأدوية.
تحتوي نشرة العبوة الخاصة بأي وصفة طبية على معلومات حول التأثير المطلوب للدواء وكيفية تأثيره على الجسم. كما تحتوي على معلومات حول الآثار الجانبية والطريقة التي يجب أن يتبعها المريض لتناول الدواء إلى جانب تحذيرات متعلقة باستخدامه بما يتضمن التحذيرات بشأن حالات الحساسية.
يتم تنظيم سلامة وفعالية الوصفات الطبية في الولايات المتحدة بناءً على قانون تسويق الوصفات الطبية لعام 1987. تتحمل إدارة الغذاء والدواء (FDA) مسؤولية تطبيق هذا القانون.
وكقاعدة عامة، تستخدم الأدوية المتاحة دون وصفة طبية (OTC) لعلاج الحالات التي لا تتطلب بالضرورة تلقي رعاية من أخصائي رعاية صحية وثبت أنها تفي بمعايير السلامة المرتفعة للعلاج الذاتي بواسطة المرضى. غالبًا ما يتم اعتماد التركيز الأقل لأي دواء من أجل الاستخدام كأدوية متاحة دون وصفة طبية، بينما تتطلب التركيزات الأعلى الحصول على وصفة طبية، وهناك حالة ملحوظة لهذا وهي الإيبوبروفين، والذي توفر على نطاق واسع كدواء مخفف للألم متاح دون وصفة طبية منذ منتصف ثمانينيات القرن الماضي ولكنه لا يزال متاحًا كدواء موصوف بجرعات تصل إلى أربعة أمثال جرعة الاستخدام دون وصفة طبية من أجل استخدامه في حالات الألم الحاد الذي لم يمكن التحكم به بشكل كافٍ باستخدام التركيز الأقل من الدواء المتاح دون وصفة طبية.
مستحضرات الأعشاب والأحماض الأمينية والفيتامينات والمعادن وغيرها من المكملات الغذائية يتم تنظيمها بواسطة إدارة الغذاء والدواء باعتبارها مكملات غذائية. نظرًا لعدم إمكانية التقدم بادعاءات صحية معينة، يجب على المستهلك اتخاذ قرارات قائمة على المعلومات عند شراء مثل هذه المنتجات. في يونيو عام 2007، أصدرت إدارة الغذاء والدواء القاعدة النهائية لممارسة التصنيع الجيدة الحالية للمكملات الغذائية (CGMP) رقم 21 ضمن الفقرة 111 من قانون اللوائح الفيدرالية. في الأساس، تتطلب القاعدة النهائية تطبيق وسائل التحكم المناسبة من أجل المكملات الغذائية خلال عمليات التصنيع والتعبئة ووضع الملصقات والحفظ.
في الولايات المتحدة، يستخدم مصطلح «الوصفة الطبية» بشكل شائع ولكنها يطلق عليها أيضًا اسم أدوية الوصفات فقط أو الأدوية ذات النشرات التوضيحية، وذلك بعد صدور القوانين الفيدرالية وقوانين الولايات التي تتطلب أن تحمل كل هذه الأدوية «نشرة توضيحية» تحظر البيع دون وصفة طبية، ورغم استخدام نشرات توضيحية أكثر تعقيدًا، إلا أنه في معظم عبوات الأدوية الأصلية في الوقت الحالي تقول النشرة التوضيحية «وصفة طبية فقط».
وكذلك فإن الصيدليات التي تدار بواسطة أندية العضوية، مثل كاستكو وSam's Club، يجب عليها وفقًا للقانون أن تسمح لغير الأعضاء بالاستفادة من خدمات الصيدليات لديها ويجب أن تتقاضى نفس الأسعار التي يدفعها الأعضاء.[بحاجة لمصدر]
يجوز للأطباء قانونيًا وصف الأدوية لاستخدامات تختلف عن تلك المحددة في موافقة إدارة الغذاء والدواء الفيدرالية، ويعرف هذا باسم الاستخدام دون ملصق توضيحي. لا يجوز لشركات الأدوية ترويج الأدوية أو تسويقها للاستخدامات دون ملصق توضيحي.
يستخدم كبار بائعي التجزئة بالولايات المتحدة الذين يديرون سلاسل من الصيدليات الأدوية العامة رخيصة الثمن كطريقة لجذب العملاء إلى متاجرهم. والعديد من السلاسل، بما في ذلك Walmart وKroger (بما يتضمن الشركات الفرعية التابعة لها مثل Dillons) وTarget وغيرها تقدم وصفات طبية شهرية قيمتها 4 دولارات على أدوية عامة معينة كوسيلة لجذب العملاء.

## اللوائح في المملكة المتحدة
في المملكة المتحدة يحكم قانون الأدوية لعام 1968 عملية تصنيع ثلاث فئات من الأدوية والإمداد بها:
- أدوية الوصف فقط (POM) التي يمكن بيعها بواسطة صيدلي إذا تم وصفها بواسطة أحد المصرح لهم بتقديم الوصفات الطبية
- الأدوية الصيدلانية (P) والتي يمكن بيعها بواسطة صيدلي دون وصفة طبية
- قائمة المبيعات العامة (GSL) وهي الأدوية التي يمكن بيعها دون وصفة طبية في أي متجر

لا تعتبر حيازة أدوية الوصف فقط دون وصفة طبية بمثابة مخالفة جنائية ما لم تندرج ضمن «قانون إساءة استخدام الأدوية».
يزور المريض الممارس الطبي المصرح له بوصف الأدوية وعناصر طبية أخرى معينة مثل معدات اختبار جلوكوز الدم للتحقق من مرض السكري. وبالمثل، فإن الممرضات والصيادلة المؤهلين بشكل مناسب ولديهم خبرة كافية يمكن أن يقدموا الوصفات الطبية بشكل مستقل. كلا الفئتين يستطيعان وصف جميع أدوية الوصف فقط إلا أن الصيادلة غير مسموح لهم بوصف الأدوية محظورة البيع دون وصفة طبية. ممرضات الأحياء والزوار الصحيون كانت لهم حقوق محدودة في تقديم الوصفات الطبية منذ منتصف التسعينيات، وقبل هذه الفترة كان من الضروري أن يوقع طبيب على الوصفات الطبية لوضع الضمادات وتناول الأدوية البسيطة.
معظم الوصفات الطبية في المملكة المتحدة عبارة عن وصفات NHS، والتي يمكن الذهاب بها إلى أي صيدلية لصرفها. وتبلغ رسوم وصفات هيئة الخدمات الصحية الوطنية 7.65 جنيهات إسترلينية لكل وصفة في إنجلترا (اعتبارًا من 1 أبريل عام 2012), ورغم ذلك فقد تم إلغاء رسوم الوصفات الطبية بالكامل في مقاطعة ويلز واسكتلندا وكذلك أيرلندا الشمالية.
يتم دفع رسوم الوصفات الطبية بالكامل لهيئة الخدمات الصحية الوطنية عن طريق الصيدلية، بينما تسترد الصيدلية تكلفة الدواء المصروف من الهيئة. والعديد من الوصفات الطبية المصروفة من هيئة الخدمات الصحية الوطنية تكون معفاة من الرسوم. يتم إعفاء المرضى من الرسوم القياسية لكل وصفة طبية إذا تجاوز عمرهم 60 عامًا أو كان أقل من 16 عامًا (أو أقل من 19 عامًا في حالة الدراسة بدوام كامل) أو كانت لديهم حالات مرضية مزمنة طويلة الأجل مثل مرض الوهن العضلي أو يحصلون على مزايا معينة مرتبطة بالدخل أو يحصلون على دخل قليل ويتأهلون للحصول على شهادة HC2. أما من يحتاجون إلى وصفات طبية بصفة دورية فيمكنهم توفير المال بشراء شهادة دفع مسبق تغطي تكلفة جميع الوصفات الطبية المطلوبة لمدة ثلاثة أشهر أو عام كامل. في عام 2012، بلغت قيمة هذه الوصفات 104 جنيهات إسترلينية لمدة 12 شهرًا أو 29.10 جنيهًا إسترلينيًا لمدة 3 أشهر.
تنطبق الرسوم المحددة لكل وصفة بصرف النظر عن كمية كل صنف يصفه الطبيب وبغض النظر عن التكلفة الأساسية للدواء التي تتحملها هيئة الخدمات الصحية الوطنية. وهذا يعني أن التأثير المالي على المريض في ظل نظام الرسوم هذا قد يختلف بدرجة هائلة - قد تختلف التكلفة الفعلية للدواء المصروف من بنسات قليلة إلى مئات الجنيهات. ورغم ذلك، يستطيع الممارسون الطبيون وصف الدواء لمدة ثلاثة أشهر كحد أقصى حتى تغطي تكلفته هيئة الخدمات الصحية الوطنية. إذا كان أحد الممارسين الطبيين يرغب في وصف جرعة دواء تتجاوز ثلاثة أشهر، فإن مقدم الوصفة يجب أن يكتب وصفة خاصة منفصلة لبقية إمدادات الدواء فيما يتجاوز ثلاثة أشهر، والتي يجب أن يدفع المريض السعر الفعلي مقابلها والذي حصل عليه الصيدلي. كما يتم إصدار وصفات طبية خاصة بواسطة الممارسين الطبيين الذين تتم زيارتهم بشكل خاص أو أحيانًا للحصول على أدوية لا تغطيها هيئة الخدمات الصحية الوطنية. بالنسبة لهذه الوصفات، يدفع المريض للصيدلية مباشرةً مقابل تكلفة الدواء ورسوم الصرف من الصيدلية.

## اللوائح في أستراليا
في أستراليا يحكم معيار الجدولة الموحدة للأدوية والسموم، المعروف بالاختصار SUSMP عملية تصنيع الأدوية والإمداد بها:
وفيما يلي الفئات التي حددها معيار الجدولة الموحدة للأدوية والسموم:
- الجدول 1 - الأدوية المثبطة للوظائف
- الجدول 2 - الأدوية الصيدلانية
- الجدول 3 - الأدوية المصروفة بواسطة صيادلة فقط
- الجدول 4 - دواء الوصف فقط/علاج الحيوانات الوصفي
- الجدول 5 - تحذير
- الجدول 6 - السموم
- الجدول 7 - السموم الخطيرة
- الجدول 8 - الأدوية محظورة البيع دون وصفة طبية (من غير القانوني حيازتها دون تصريح)
- الجدول 9 - مواد محظورة
- مواد غير مدرجة بالجدول

مثل المملكة المتحدة، يزور المريض ممارس صحي، مثل الطبيب والممرضة وطبيب الأسنان وطبيب الأطفال وما إلى ذلك ممن يمكنهم وصف الدواء.
العديد من الوصفات الطبية التي يصدرها الممارسون الصحيون في أستراليا تغطيها خطة المزايا الصيدلانية؛ وهي خطة توفر أدوية موصوفة مدعمة للمقيمين في أستراليا لضمان تمتع جميع الأستراليين بإمكانية الوصول إلى مجموعة واسعة من الأدوية الضرورية بسعر مناسب وبشكل يعتمد عليه. عند شراء دواء بموجب خطة المزايا الصيدلانية، فإن أقصى سعر يدفعه المستهلك هو مساهمة الدفعة المشتركة للمريض والتي تصل، اعتبارًا من 1 يناير عام 2012، إلى مبلغ 35.40 A$ للمرضى بشكل عام. أما من تغطيهم مساعدات حكومية (أصحاب الدخول القليلة والمستفيدين من برامج المساعدة الاجتماعية وحاملي بطاقات الرعاية الصحية وما إلى ذلك) ومن تغطيهم خطة المزايا الصيدلانية مع الإعادة للوطن الأم (RPBS) فلديهم دفعة مشتركة مخفضة تبلغ 5.80 دولارات أمريكية عام 2012. يوضح الجدول أدناه التغيرات التي طرأت على الدفعات المشتركة بمرور السنين. وهذه الدفعات المشتركة إجبارية ولا يمكن خصمها بواسطة الصيدليات تحت أي ظروف.
كما يتم صرف الوصفات الطبية الخاصة للأدوية التي لا تغطيها خطة المزايا الصيدلانية وذلك من أجل الأدوية المستخدمة للأعراض المختلفة عن التي تغطيها خطة المزايا الصيدلانية. بالنسبة لهذه الوصفات الطبية، يدفع المريض للصيدلية مباشرةً مقابل تكلفة الدواء ورسوم الصرف من الصيدلية.

## تاريخ انتهاء الصلاحية
يحدد تاريخ انتهاء الصلاحية، المطلوب في عدة دول، التاريخ الذي تضمن خلاله الجهة المصنعة كفاءة الدواء وسلامته. معظم الأدوية تتسم بالفعالية والسلامة لبعض الوقت بعد تاريخ انتهاء الصلاحية. تم إجراء دراسة بواسطة إدارة الغذاء والدواء الأمريكية والتي غطت ما يزيد عن 100 دواء، منها وصفات طبية وأخرى متاحة دون وصفات طبية. وقد أظهرت النتائج أن 85% من هذه الأدوية كانت آمنة وفعالة لمدة وصلت إلى 15 عامًا بعد تاريخ انتهاء صلاحيتها. وذكر السيد جويل ديفيز (Joel Davis) مدير سابق لقسم التحقق من تواريخ انتهاء الصلاحية بإدارة الغذاء والدواء، أنه باستثناء مجموعة قليلة للغاية - وخاصة النتروجليسرين والإنسولين وبعض المضادات الحيوية السائلة - فإن معظم الأدوية منتهية الصلاحية يحتمل أن تكون فعالة.
أصدرت الجمعية الطبية الأمريكية (AMA) تقريرًا وبيانًا بشأن «تواريخ انتهاء الصلاحية الدوائية». يشير «دليل الصحة الأسرية» الصادر عن كلية الطب بجامعة هارفارد إلى أنه باستثناءات نادرة «فبالفعل قد تنخفض فعالية أي دواء بمرور الوقت، ولكن قدرًا كبيرًا من الفعالية الأصلية يظل موجودًا حتى بعد مرور عقد كامل على تاريخ انتهاء الصلاحية».

## المشكلات البيئية
تم اكتشاف وجود بقايا لأدوية الوصفات الطبية، بما يتضمن المضادات الحيوية ومضادات التشنج وأدوية تعديل المزاج وهرمونات الجنس في مياه الشرب.

## كتابات أخرى
- المستوى الأمثل للتنظيم في قطاع الأدوية (الصحيفة الدورية الاقتصادية لجامعة Yale)
- جيري أفرون (Jerry Avorn)، الأدوية القوية (Powerful Medicines): فوائد ومخاطر وتكاليف أدوية الوصفات الطبية (The Benefits, Risks, and Costs of Prescription Drugs)، Random House (2004)، الغلاف، 448 صفحة، رقم النشر ISBN 0-375-41483-5
- Donna Leinwand (13 يونيو 2006). "Prescription drugs find place in teen culture". يو إس إيه توداي. مؤرشف من الأصل في 2012-09-25.